# Anna d’Este
Anna d’Este (ur. 16 listopada 1531, zm. 17 maja 1607) – księżniczka z Ferrary, dzięki małżeństwom księżna de Guise i Nemours; centralna postać francuskich wojen religijnych w XVI w.

## Życiorys
Była najstarszą córką księcia Ferrary, Modeny i Reggio Herkulesa II d'Este (syna Lukrecji Borgia i wnuka papieża Aleksandra VI) i jego żony Renaty (córki króla francuskiego Ludwika XII). Dorastała w Ferrarze, gdzie otrzymała doskonałe wykształcenie. Uczyła się w towarzystwie Olimpii Fulvi Moraty, która towarzyszyła jej na dworze. Matka Anny była kalwinistką, a ojciec, późniejsi dwaj mężowie i synowie mniej lub bardziej radykalnymi katolikami.
W 1548, po długich negocjacjach, zawarła małżeństwo z francuskim księciem Franciszkiem z Aumale, synem księcia de Guise. Kontrakt małżeński podpisano w Ferrarze 28 września. Małżeństwo zawarto w Saint-Germain-en-Laye koło Paryża 16 grudnia. Po ślubie nigdy nie wróciła do Włoch.
Jej pozycja na dworze francuskim była bardzo silna: przez małżeństwo weszła do potężnego rodu de Guise, a z powodu włoskich korzeni była blisko związana z królową (później królową matką) Katarzyną Medycejską. Po śmierci teścia w 1550 zarządzała majątkami rodziny i fortuną rodu z pomocą teściowej, Antoniny de Burbon-Vendôme. Występowała jako przedstawicielka ojca w kontaktach między Ferrarą a Francją.
W lutym 1563 jej mąż został zamordowany. Podczas gdy morderca został szybko ujęty i skazany na karę śmierci, Anna szukała możliwości pozwania lidera francuskich hugenotów, Gasparda de Coligny, którego uważała za odpowiedzialnego za śmierć męża. W ciągu następnych 3 lat wnosiła petycje do króla i pozwy sądowe. W styczniu 1566 rada królewska uznała oskarżonego niewinnym. Większość współczesnych uważała ją za stojącą za zamachem na Coligny’ego (22 sierpnia 1572), który stał się sygnałem do rozpoczęcia nocy św. Bartłomieja.
W dniu 29 kwietnia 1566 poślubiła Jacquesa (Jakuba) Sabaudzkiego, księcia Nemours i Genevois w Sabaudii. Odtąd większość czasu spędzała w Annecy lub w między księstwem Genevois a dworem francuskim. Pośredniczyła między mężem a księciem Sabaudii podczas sporów politycznych. Piastowała stanowisko na dworze francuskim. Promowała kariery swoich synów, pomagała klientom w utrzymaniu się. Uczestniczyła w najważniejszych oficjalnych uroczystościach na dworze.
Po śmierci męża (1585) zamieszkała w Paryżu, w należącym do niej Hôtel de Nemours, na lewym brzegu Sekwany, przy dzisiejszej Rue Séguier.
Wraz z utworzeniem Ligi Katolickiej, w której jej synowie odgrywali ważną rolę, jej znaczenie wzrosło. W grudniu 1588 Henryk III nakazał zamordować jej dwóch najstarszych synów, a samą Annę uwięzić. Po uwolnieniu dołączyła do rodziny w Paryżu i aktywnie uczestniczyła w politycznych akcjach Ligi Katolickiej.
Podczas oblężenia Paryża przez Henryka IV została ogłoszona przez Ligę Katolicką "królową-matką". Po powrocie Burbonów do wiary katolickiej uznała Henryka IV za króla. Próbowała przekonać synów do tego samego. W 1594 wyjechała do Paryża, aby złożyć królowi hołd.
Spędziła swoje ostatnie lata jako superintendante de la maison (ochmistrzynią dworu) królowej Marii Medycejskiej. W chwili śmierci była księżną Nemours, Genevois i Chartres, hrabiną Gisors i damą Montargis, Caen, Bayeux i Falaise. Gdy zmarła, wartość jej majątku ruchomego szacowano na ponad 4000 liwrów. Jej wnętrzności i serce pochowano w Paryżu i Joinville, a ciało przewieziono do Annecy, gdzie złożono je obok drugiego męża. Żaden z grobowców nie zachował się.

## Potomstwo
Z małżeństwa z Franciszkiem de Guise:
- Henry (Henryk), książę Joinville, później książę de Guise (1550–1588)
- Catherina (Katarzyna), księżna Montpensier (1551–1596), zamężna z Ludwikiem, księciem Montpensier
- Charles (Karol), markiz, a potem książę Mayenne (1554–1611)
- Louis (Ludwik), arcybiskup Reims, później kardynał de Guise (1555–1588)
- Antoine (1557–1560)
- François (1559–1573)
- Maximilien (1562–1567/68)

Z małżeństwa z Jacquesem de Savoie (1531–1585):
- Charles Emmanuel, książę Genevois, później książę Nemours (1567–1595)
- Marguerite (1569–1572)
- Henryk I, markiz Saint-Sorlin, później książę Nemours (1572–1632)
- Robert Lavoye Nemours (1577 – 1661)[4].